# Liste des gendarmeries
Cette liste alphabétique des gendarmeries identifie les noms et emblèmes actuels et historiques des forces de gendarmerie des pays possédant ou ayant possédé une gendarmerie. À la fin, une liste sépare les nations n'existant plus, mais qui ont toutefois exploité une force de gendarmerie. Les noms de pays en italique indiquent qu'ils ne sont pas généralement reconnu internationalement en tant qu’États indépendants, mais qui, néanmoins, réussissent à aligner un service de gendarmerie actif. Pour plus d'informations sur la taille des gendarmeries, voir la liste des pays selon la taille des forces armées.
- Haut – A
- B
- C
- D
- E
- F
- G
- H
- I
- J
- K
- L
- M
- N
- O
- P
- Q
- R
- S
- T
- U
- V
- W
- X
- Y
- Z

## A
| Pays      |                                            |                                                                 |                                            | Fondée       |
| Pays      | Gendarmerie Nom d'origineActuelle Ancienne | Gendarmerie Nom d'origineActuelle Ancienne                      | Gendarmerie Nom d'origineActuelle Ancienne | Fondée       |
| --------- | ------------------------------------------ | --------------------------------------------------------------- | ------------------------------------------ | ------------ |
| Albanie   |                                            | Gendarmerie royale albanaise Forcat Mbretërore të Xhandarmërisë |                                            | 1925-1939    |
| Algérie   |                                            | Gendarmerie nationale الدرك الوطني                              |                                            | 1962-présent |
| Allemagne |                                            | Feldgendarmerie                                                 |                                            | 1933-1945    |
| Allemagne |                                            |                                                                 | 1866-1918                                  |              |
| Argentine |                                            | Gendarmerie nationale argentine Gendarmería Nacional Argentina  |                                            | 1938-présent |
| Autriche  |                                            | Gendarmerie Fédérale Bundesgendarmerie                          |                                            | 1849-2005    |

## B
| Pays         |                                            | |                                            | Fondée       |
| Pays         | Gendarmerie Nom d'origineActuelle Ancienne | Gendarmerie Nom d'origineActuelle Ancienne                                                                         | Gendarmerie Nom d'origineActuelle Ancienne | Fondée       |
| ------------ | ------------------------------------------ | --- | ------------------------------------------ | ------------ |
| Bangladesh   |                                            | Bangladesh Ansar বাংলাদেশ আনসার                                                                                         |                                            | 1971-présent |
| Belgique     |                                            | Gendarmerie nationale Rijkswacht                                                                                   |                                            | 1796-2001    |
| Bénin        |                                            | Gendarmerie nationale                                                                                              |                                            | 1960-2018    |
| Biélorussie  |                                            | Détachement mobile à vocation particulière Отряд Мобильный Особого Назначения Otriad Mobilny Ossobogo Naznatchénia |                                            | 1991-présent |
| Brésil       |                                            | Police militaire Polícia Militar                                                                                   |                                            | 1809-présent |
| Bulgarie     |                                            | Gendarmerie Жандармерия Zhandarmeriya                                                                              |                                            | 1793-présent |
| Burkina Faso |                                            | Gendarmerie nationale                                                                                              |                                            | 1960-présent |
| Burundi      |                                            | Gendarmerie nationale (en)                                                                                         |                                            | 1962-2004    |

## C
| Pays                             |                                            |                                                                                    |                                            | Fondée       |
| Pays                             | Gendarmerie Nom d'origineActuelle Ancienne | Gendarmerie Nom d'origineActuelle Ancienne                                         | Gendarmerie Nom d'origineActuelle Ancienne | Fondée       |
| -------------------------------- | ------------------------------------------ | ---------------------------------------------------------------------------------- | ------------------------------------------ | ------------ |
| Cambodge                         |                                            | Gendarmerie royale khmère កងរាជអាវុធហត្ថ                                               |                                            | 1970-présent |
| Cameroun                         |                                            | Gendarmerie nationale                                                              |                                            | 1960-présent |
| Canada                           |                                            | Gendarmerie royale du Canada Royal Canadian Mounted Police                         |                                            | 1920-Présent |
| Canada                           |                                            | Police militaire des Forces canadiennes Canadian Forces Military Police            |                                            | 1917-présent |
| République centrafricaine        |                                            | Gendarmerie (en)                                                                   |                                            | 1960-présent |
| Chili                            |                                            | Carabiniers du Chili Carabineros de Chile                                          |                                            | 1927-présent |
| Chili                            |                                            | Gendarmerie du Chili Gendarmería de Chile                                          |                                            | 1843-présent |
| Chine                            |                                            | Police armée du peuple 中国人民武装警察部队 Zhōngguó rénmín wǔzhuāng jǐngchá bùduì |                                            | 1983-présent |
| Colombie                         |                                            | Corps des Carabiniers Cuerpo de Carabineros                                        |                                            | 1848-présent |
| Colombie                         |                                            | Corps de la Gendarmerie nationale Cuerpo de Gendarmeria Nacional                   |                                            | 1906-1909    |
| Comores                          |                                            | Gendarmerie                                                                        |                                            | 1975-présent |
| République du Congo              |                                            | Gendarmerie nationale                                                              |                                            | 1960-présent |
| République démocratique du Congo |                                            | Gendarmerie                                                                        |                                            | 1960-présent |
| Costa Rica                       |                                            | Force publique du Costa Rica Fuerza Pública de la República de Costa Rica          |                                            | 1996-présent |
| Costa Rica                       |                                            | Garde civile Guardia Civil                                                         |                                            | 1949-1996    |
| Côte d'Ivoire                    |                                            | Gendarmerie nationale                                                              |                                            | 1962-présent |

## D
| Pays     |                                            |                                            |                                            | Fondée       |
| Pays     | Gendarmerie Nom d'origineActuelle Ancienne | Gendarmerie Nom d'origineActuelle Ancienne | Gendarmerie Nom d'origineActuelle Ancienne | Fondée       |
| -------- | ------------------------------------------ | ------------------------------------------ | ------------------------------------------ | ------------ |
| Danemark |                                            | Gendarmerie danoise Grænsegendarmeriet     |                                            | 1838-1958    |
| Djibouti |                                            | Gendarmerie nationale (en)                 |                                            | 1977-présent |

## E
| Pays    |                                            |                                                                           |                                            | Fondée       |
| Pays    | Gendarmerie Nom d'origineActuelle Ancienne | Gendarmerie Nom d'origineActuelle Ancienne                                | Gendarmerie Nom d'origineActuelle Ancienne | Fondée       |
| ------- | ------------------------------------------ | ------------------------------------------------------------------------- | ------------------------------------------ | ------------ |
| Égypte  |                                            | Forces de la sécurité centrale قوات الأمن المركزي Quwat el-Amn el-Markazi |                                            | 1969-présent |
| Europe  |                                            | Force de gendarmerie européenne                                           |                                            | 2004-présent |
| Espagne |                                            | Garde civile Guardia Civil                                                |                                            | 1844-présent |

## F
| Pays   |                                            |                                            |                                            | Fondée       |
| Pays   | Gendarmerie Nom d'origineActuelle Ancienne | Gendarmerie Nom d'origineActuelle Ancienne | Gendarmerie Nom d'origineActuelle Ancienne | Fondée       |
| ------ | ------------------------------------------ | ------------------------------------------ | ------------------------------------------ | ------------ |
| France |                                            | Gendarmerie nationale                      |                                            | 1871-présent |
| France |                                            | Gendarmerie impériale                      |                                            | 1852-1871    |
| France |                                            | Gendarmerie départementale                 |                                            | 1830-1852    |
| France |                                            | Gendarmerie royale                         |                                            | 1815-1830    |
| France |                                            | Gendarmerie impériale                      |                                            | 1815         |
| France |                                            | Gendarmerie royale                         |                                            | 1814-1815    |
| France |                                            | Gendarmerie impériale                      |                                            | 1804-1814    |
| France |                                            | Gendarmerie nationale                      |                                            | 1791-1804    |
| France |                                            | Maréchaussée                               |                                            | 1626-1791    |
| France |                                            | Connétablie                                |                                            | 1373-1626    |

## G
| Pays   |                                            |                                                              |                                            | Fondée       |
| Pays   | Gendarmerie Nom d'origineActuelle Ancienne | Gendarmerie Nom d'origineActuelle Ancienne                   | Gendarmerie Nom d'origineActuelle Ancienne | Fondée       |
| ------ | ------------------------------------------ | ------------------------------------------------------------ | ------------------------------------------ | ------------ |
| Gabon  |                                            | Gendarmerie nationale                                        |                                            | 1960-présent |
| Grèce  |                                            | Gendarmerie grecque Ελληνική Χωροφυλακή Elliniki Chorofylaki |                                            | 1833-1984    |
| Grèce  |                                            | Gendarmerie crétoise Κρητική Χωροφυλακή Kritiki Chorofylaki  |                                            | 1899-1984    |
| Guinée |                                            | Gendarmerie nationale                                        |                                            | 1958-présent |

## H
| Pays    |                                            |                                                                           |                                            | Fondée       |
| Pays    | Gendarmerie Nom d'origineActuelle Ancienne | Gendarmerie Nom d'origineActuelle Ancienne                                | Gendarmerie Nom d'origineActuelle Ancienne | Fondée       |
| ------- | ------------------------------------------ | ------------------------------------------------------------------------- | ------------------------------------------ | ------------ |
| Haïti   |                                            | Gendarmerie d'Haïti                                                       |                                            | 1915-1928    |
| Hongrie |                                            | Police de garde Készenléti Rendőrség                                      |                                            | 2008-présent |
| Hongrie |                                            | Service de sécurité des forces de l'ordre Rendészeti Biztonsági Szolgálat |                                            | 2004-2008    |
| Hongrie |                                            | Gendarmerie royale Magyar Királyi Csendőrség                              |                                            | 1881-1945    |

## I
| Pays   |                                            |                                                                     |                                            | Fondée       |
| Pays   | Gendarmerie Nom d'origineActuelle Ancienne | Gendarmerie Nom d'origineActuelle Ancienne                          | Gendarmerie Nom d'origineActuelle Ancienne | Fondée       |
| ------ | ------------------------------------------ | ------------------------------------------------------------------- | ------------------------------------------ | ------------ |
| Irak   |                                            | Police nationale irakienne الشرطة العراقية                          |                                            | 2003-présent |
| Iran   |                                            | Gendarmerie de la République islamique d'Iran ژاندارمری Zhāndārmerī |                                            | 1979-1990    |
| Israël |                                            | Police aux frontières israélienne מִשְׁמַר הַגְּבוּל Mishmar HaGvul         |                                            | 1953-présent |
| Italie |                                            | Armée des Carabiniers Arma dei Carabinieri                          |                                            | 2000-présent |
| Italie |                                            | Corps des Carabiniers Corpo dei Carabinieri                         |                                            | 1946-2000    |
| Italie |                                            | Corps des Carabinieri du Roi                                        |                                            | 1814-1946    |

## J
| Pays     |                                            |                                                 |                                            | Fondée    |
| Pays     | Gendarmerie Nom d'origineActuelle Ancienne | Gendarmerie Nom d'origineActuelle Ancienne      | Gendarmerie Nom d'origineActuelle Ancienne | Fondée    |
| -------- | ------------------------------------------ | ----------------------------------------------- | ------------------------------------------ | --------- |
| Japon    |                                            | Kenpeitai 憲兵隊                                |                                            | 1881-1945 |
| Jordanie |                                            | Gendarmerie jordanienne (en) قوات الدرك الأردني |                                            |           |

## L
| Pays       |                                            | |                                            | Fondée       |
| Pays       | Gendarmerie Nom d'origineActuelle Ancienne | Gendarmerie Nom d'origineActuelle Ancienne                                                                                 | Gendarmerie Nom d'origineActuelle Ancienne | Fondée       |
| ---------- | ------------------------------------------ | --- | ------------------------------------------ | ------------ |
| Liban      |                                            | Forces de sécurité intérieure au Liban المديرية العامة لقوى الأمن الداخلي al-Mudiriyya al-'aamma li-Qiwa al-Amn al-Dakhili |                                            | 1861-présent |
| Luxembourg |                                            | Gendarmerie grand-ducale                                                                                                   |                                            | 1944-2000    |
| Luxembourg |                                            | Compagnie de Gendarmerie Royale Grand-Ducale                                                                               |                                            | 1863-1940    |
| Luxembourg |                                            | Maréchaussée royale grand-ducale                                                                                           |                                            | 1840-1863    |
| Luxembourg |                                            | Maréchaussée grand-ducale                                                                                                  |                                            | 1733-1795    |

## M
| Pays       |                                            |                                                     |                                            | Fondée       |
| Pays       | Gendarmerie Nom d'origineActuelle Ancienne | Gendarmerie Nom d'origineActuelle Ancienne          | Gendarmerie Nom d'origineActuelle Ancienne | Fondée       |
| ---------- | ------------------------------------------ | --------------------------------------------------- | ------------------------------------------ | ------------ |
| Madagascar |                                            | Gendarmerie nationale                               |                                            | 1960-présent |
| Mali       |                                            | Gendarmerie nationale                               |                                            | 1960-présent |
| Maroc      |                                            | Gendarmerie royale الدرك الملكي Al-Darak al-Malikiy |                                            | 1957-présent |
| Mauritanie |                                            | Gendarmerie nationale (en)                          |                                            | 1960-présent |
| Mexique    |                                            | Gendarmerie nationale Gendarmería Nacional          |                                            | 2014-présent |
| Moldavie   |                                            | Troupe des Carabiniers moldaves                     |                                            | 1992-présent |
| Monaco     |                                            | Compagnie des Carabiniers du Prince                 |                                            | 1904-présent |
| Monaco     |                                            | Compagnie des Carabiniers                           |                                            | 1817-1904    |

## N
| Pays      |                                            |                                                        |                                            | Fondée       |
| Pays      | Gendarmerie Nom d'origineActuelle Ancienne | Gendarmerie Nom d'origineActuelle Ancienne             | Gendarmerie Nom d'origineActuelle Ancienne | Fondée       |
| --------- | ------------------------------------------ | ------------------------------------------------------ | ------------------------------------------ | ------------ |
| Nicaragua |                                            | Garde civile nicaraguayenne Guardia Civil Nicaragüense |                                            | 1909-1979    |
| Niger     |                                            | Gendarmerie nationale                                  |                                            | 1962-présent |

## P
| Pays          |                                            |                                                           |                                            | Fondée       |
| Pays          | Gendarmerie Nom d'origineActuelle Ancienne | Gendarmerie Nom d'origineActuelle Ancienne                | Gendarmerie Nom d'origineActuelle Ancienne | Fondée       |
| ------------- | ------------------------------------------ | --------------------------------------------------------- | ------------------------------------------ | ------------ |
| Pakistan      |                                            | Rangers pakistanais پاکستان رینجروں                       |                                            | 1947-présent |
| Pays-Bas      |                                            | Maréchaussée royale Koninklijke Marechaussee              |                                            | 1814-présent |
| Pérou         |                                            | Gendarmerie nationale Gendarmería Nacional                |                                            | 1852-1924    |
| Philippines   |                                            | Gendarmerie des Philippines Hukbóng Pamayapà ng Pilipinas |                                            | 1901-1991    |
| Pologne       |                                            | Gendarmerie militaire Żandarmeria Wojskowa                |                                            | 1990-présent |
| Rich Portugal |                                            | Garde nationale républicaine Guarda Nacional Republicana  |                                            | 1911-présent |
| Rich Portugal |                                            | Garde républicaine Guarda Republicana                     |                                            | 1910-1911    |
| Rich Portugal |                                            | Garde municipale Guarda Municipal                         |                                            | 1834-1910    |
| Rich Portugal |                                            | Garde royale de la Police Guarda Real da Polícia          |                                            | 1801-1834    |

## R
| Pays     |                                            | |                                            | Fondée       |
| Pays     | Gendarmerie Nom d'origineActuelle Ancienne | Gendarmerie Nom d'origineActuelle Ancienne                                                                         | Gendarmerie Nom d'origineActuelle Ancienne | Fondée       |
| -------- | ------------------------------------------ | --- | ------------------------------------------ | ------------ |
| Roumanie |                                            | Gendarmerie roumaine Jandarmeria Română                                                                            |                                            | 1850-présent |
| Russie   |                                            | Détachement mobile à vocation particulière Отряд Мобильный Особого Назначения Otriad Mobilny Ossobogo Naznatchénia |                                            | 1991-présent |
| Rwanda   |                                            | Gendarmerie |                                            | 1962-présent |

## S
| Pays        |                                            | |                                            | Fondée       |
| Pays        | Gendarmerie Nom d'origineActuelle Ancienne | Gendarmerie Nom d'origineActuelle Ancienne                                                                  | Gendarmerie Nom d'origineActuelle Ancienne | Fondée       |
| ----------- | ------------------------------------------ | --- | ------------------------------------------ | ------------ |
| Saint-Marin |                                            | Corps de gendarmerie de la République de Saint-Marin Corpo della Gendarmeria della Repubblica di San Marino |                                            | 1842-présent |
| Salvador    |                                            | Garde nationale Guardia Nacional                                                                            |                                            | 1912-1992    |
| Sénégal     |                                            | Gendarmerie nationale                                                                                       |                                            | 1960-présent |
| Serbie      |                                            | Gendarmerie Жандармерија Žandarmerija                                                                       |                                            | 2001-présent |
| Serbie      |                                            | | 1861-1945                                  |              |

## T
| Pays    |                                            |                                                 |                                            | Fondée       |
| Pays    | Gendarmerie Nom d'origineActuelle Ancienne | Gendarmerie Nom d'origineActuelle Ancienne      | Gendarmerie Nom d'origineActuelle Ancienne | Fondée       |
| ------- | ------------------------------------------ | ----------------------------------------------- | ------------------------------------------ | ------------ |
| Tchad   |                                            | Gendarmerie nationale                           |                                            | 1960-présent |
| Togo    |                                            | Gendarmerie nationale                           |                                            | 1960-présent |
| Tunisie |                                            | Garde nationale الحرس الوطني al-Ḥaras al-Waṭanī |                                            | 1957-présent |
| Turquie |                                            | Gendarmerie Jandarma                            |                                            | 1879-présent |
| Turquie |                                            | Asâkir-i Muntazâma-i Hâssa                      |                                            | 1839-1879    |

## U
| Pays    |                                            |                                                                                     |                                            | Fondée       |
| Pays    | Gendarmerie Nom d'origineActuelle Ancienne | Gendarmerie Nom d'origineActuelle Ancienne                                          | Gendarmerie Nom d'origineActuelle Ancienne | Fondée       |
| ------- | ------------------------------------------ | ----------------------------------------------------------------------------------- | ------------------------------------------ | ------------ |
| Ukraine |                                            | Troupes internes ukrainiennes Внутрішні війська України Vnutrishni Viys'ka Ukrayiny |                                            | 1992-présent |

## V
| Pays      |                                            | |                                            | Fondée       |
| Pays      | Gendarmerie Nom d'origineActuelle Ancienne | Gendarmerie Nom d'origineActuelle Ancienne                                                                    | Gendarmerie Nom d'origineActuelle Ancienne | Fondée       |
| --------- | ------------------------------------------ | --- | ------------------------------------------ | ------------ |
| Venezuela |                                            | Garde nationale vénézuélienne Guardia Nacional de Venezuela                                                   |                                            | 1937-présent |
| Vatican   |                                            | Gendarmerie de l'État de la Cité du Vatican Corpo della gendarmeria dello Stato della Città del Vaticano      |                                            | 2002-présent |
| Vatican   |                                            | Corps de surveillance de l'État de la Cité du Vatican Corpo di Vigilanza dello Stato della Città del Vaticano |                                            | 1991-2002    |
| Vatican   |                                            | Bureau central de surveillance Ufficio centrale di vigilanza                                                  |                                            | 1970-1991    |
| Vatican   |                                            | Gendarmerie pontificale                                                                                       |                                            | 1816-1970    |

## Anciens pays et mouvements
| Pays            |                                            |                                                             |                                            | Fondée    |
| Pays            | Gendarmerie Nom d'origineDernière Ancienne | Gendarmerie Nom d'origineDernière Ancienne                  | Gendarmerie Nom d'origineDernière Ancienne | Fondée    |
| --------------- | ------------------------------------------ | ----------------------------------------------------------- | ------------------------------------------ | --------- |
| Crète autonome  |                                            | Gendarmerie crétoise Κρητική Χωροφυλακή Kritiki Chorofylaki |                                            | 1899-1984 |
| Tchécoslovaquie |                                            | Gendarmerie tchécoslovaque Československé četnictvo         |                                            | 1918-1942 |